# Plan de site
 (décembre 2020).
Si vous disposez d'ouvrages ou d'articles de référence ou si vous connaissez des sites web de qualité traitant du thème abordé ici, merci de compléter l'article en donnant les références utiles à sa vérifiabilité et en les liant à la section « Notes et références ».

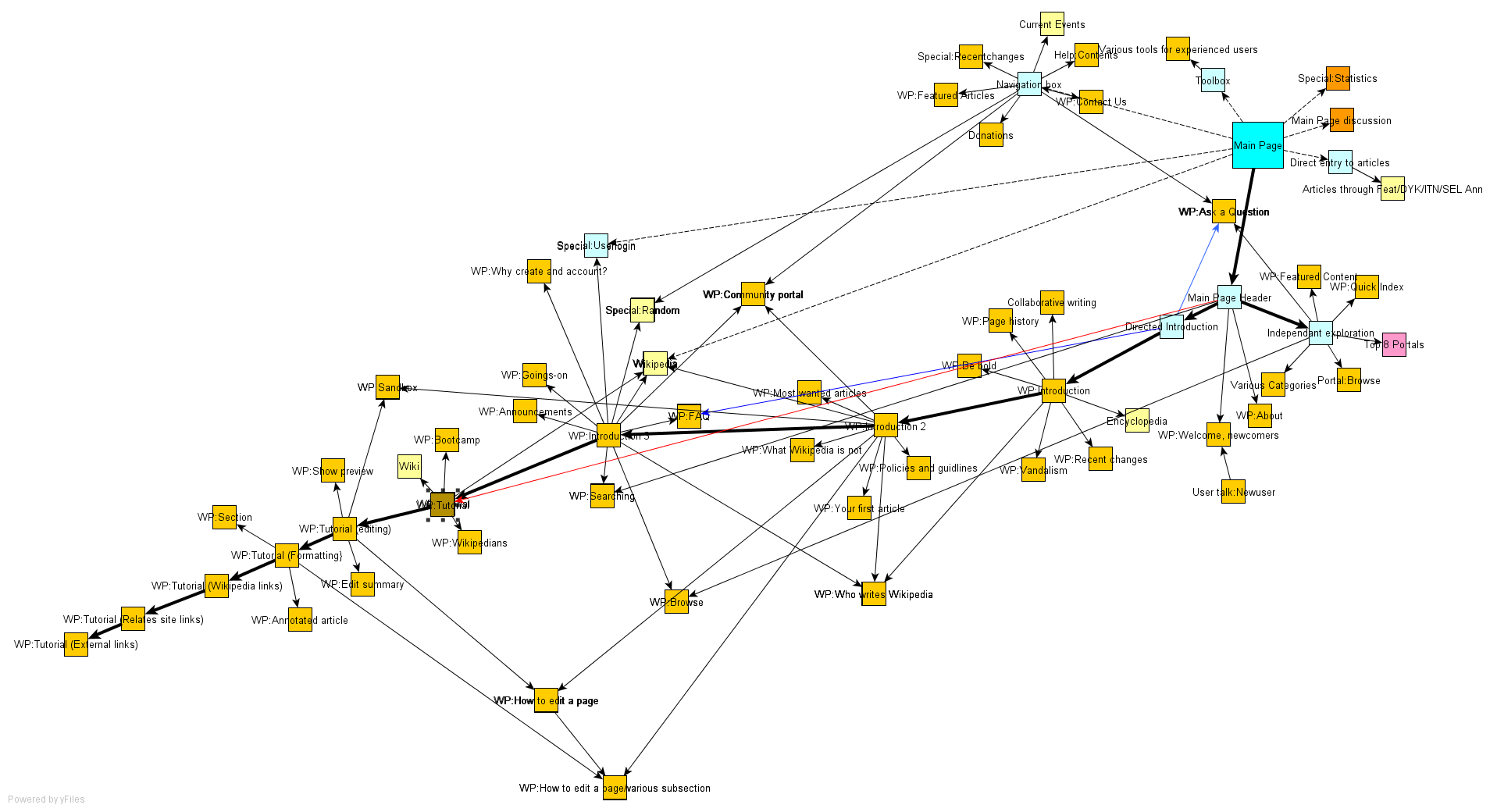
Un exemple de plan d'un site web

Un plan du site (sitemap en anglais) est une représentation de l'architecture d'un site Internet qui liste les ressources proposées, en général sous forme hiérarchique. Il s'agit le plus souvent d'une page web qui permet à l'internaute d'accéder rapidement à l'ensemble des pages proposées à la lecture, et facilite le travail des robots d'indexation.
Google a proposé un protocole nommé Sitemaps en 2005. Ce protocole établit des règles pour représenter le plan des sites en texte ou XML à destination exclusive des moteurs de recherche.
Le plan du site est très important pour le référencement naturel de sites web. Le plan du site permet aux webmestre d’inclure des informations supplémentaires sur chaque URL, telles que la fréquence de mise à jour, l’heure de la dernière mise à jour et le niveau d’importance des pages.
Cependant, le plan du site n’est pas obligatoire, mais ce fichier fournit aux moteurs de recherche des informations sur la manière d’interpréter des pages web. Un webmestre profite de son fichier sitemap pour indiquer aux moteurs de recherche quelles pages sont les plus importantes sur son site, quels sont les contenus que les robots doivent indexer en premier. Pour afficher le plan du site, il faut aller à l'adresse domaine racine/sitemap.xml. Le fichier sitemap.xml se trouve habituellement dans la racine du dossier du site sur le serveur.
Si un site internet possède plus de 10 000 pages, il est conseillé de faire le plan du site en plusieurs fichiers. C'est souvent le cas des sites de vente en ligne qui contiennent des milliers de pages produits.

## Avantages
Les plans aident l'indexation d'un site, car ils permettent de s'assurer que toutes les pages sont accessibles par les robots d'indexation, capacité particulièrement importante pour les sites utilisant des menus en Flash ou en JavaScript dépourvus de liens HTML.
La plupart des moteurs de recherche suivant seulement un nombre restreint de liens sur une page, dans le cas d'un site très grand, un plan de site peut être nécessaire pour que les visiteurs et les moteurs de recherche accèdent à toutes les pages.

## Google Sitemaps
Le protocole Sitemaps, proposé par Google, puis adopté par Bing, Yahoo, Ask et Exalead, permet de spécifier un plan de site dans un format lisible par les robots d'indexation, en texte brut ou en XML.

## Source
- Sitemap XML c’est quoi ? Définition SEO (2019)